# Chiara Palazzolo
Chiara Palazzolo (Catania, 31 ottobre 1961 – Roma, 6 agosto 2012) è stata una scrittrice italiana.

## Biografia
Trascorre l'infanzia a Floridia, in provincia di Siracusa, per poi trasferirsi definitivamente a Roma. Dopo la laurea in Scienze politiche alla Luiss Guido Carli, collabora con numerose testate: L'informatore librario, Il Giornale di Siracusa, le pagine culturali della Gazzetta del Sud e de Il Messaggero, il periodico il Crotonese.
Nel 1987 vince il Premio Teramo  nella sezione esordienti con il racconto inedito Damasco e dintorni. Esordisce nel 2000 con il romanzo La casa della festa (Marsilio Editori), per il quale riceve il premio Orient Express. Nel 2003 pubblica I bambini sono tornati (Edizioni Piemme), che viene tradotto in Germania e con cui partecipa al Premio Strega. Nello stesso anno prende parte al calendario Le fate sapienti promosso dall'ALI.
Già molto lodata dalla critica, conquista il grande pubblico con tre romanzi gotici dove innesta nel genere fantastico la sperimentazione linguistica che la caratterizza. Nasce così la trilogia di Mirta/Luna, che comprende Non mi uccidere, Strappami il cuore e Ti porterò nel sangue (Edizioni Piemme) e vede protagonista una diciannovenne umbra, Mirta, che ritorna dalla tomba come sopramorta. I diritti cinematografici sono stati acquistati dalla R&C Produzioni. Non mi uccidere è stato tradotto in spagnolo.
Dopo la partecipazione a due antologie di horror-fantasy (Incubi, uscito presso Dalai, e I confini della realtà, pubblicato da Mondadori), la rivisitazione del  fantastico prosegue nel 2011 con Nel bosco di Aus (Edizioni Piemme), dove Palazzolo affronta una delle grandi icone del genere, quella della strega, con cui la protagonista Carla dovrà progressivamente cimentarsi. Il romanzo è stato candidato a "Libro dell'anno" della trasmissione radiofonica Fahrenheit e finalista al premio delle lettrici della rivista Elle.
Chiara Palazzolo è morta il 6 agosto 2012 in seguito a una lunga malattia.

## Opere
- La casa della festa (Marsilio Editori, 2000)
- I bambini sono tornati ( Edizioni Piemme, 2003)
- Non mi uccidere (Edizioni Piemme, 2005)
- Strappami il cuore (Edizioni Piemme, 2006)
- Ti porterò nel sangue (Edizioni Piemme, 2007)
- Alia (in "Incubi.Nuovo Horror Italiano" Dalai, 2007)
- Plastic (in "I confini della realtà" Mondadori, 2008)
- Nel bosco di Aus (Edizioni Piemme, 2011)
- Ragazza che passa (in Speechless Magazine n.1, 2012)
- Damasco e Dintorni (Speechless Books, 2013)